# Q-dance

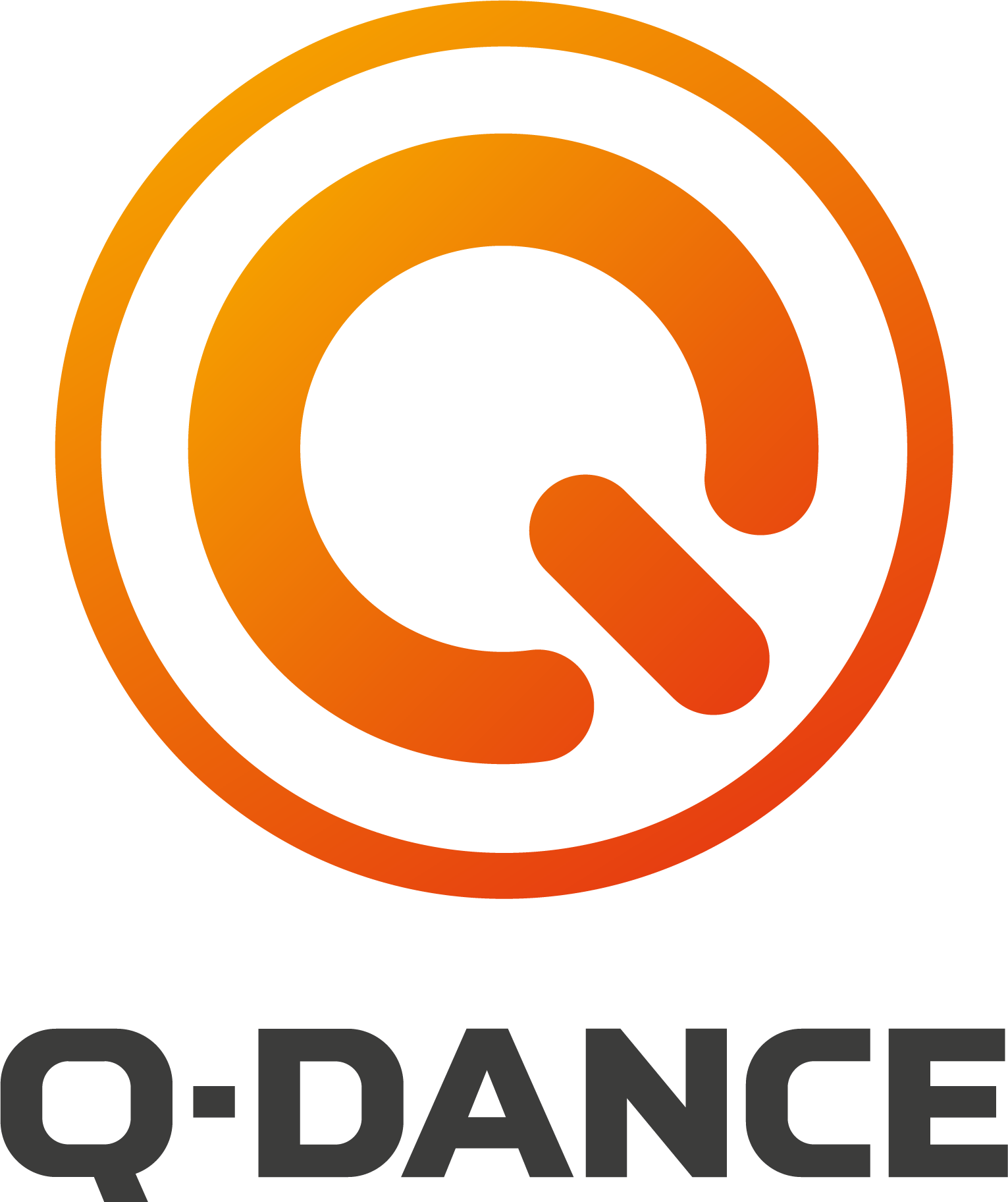
Logo de Q-dance

Q-dance es una productora de eventos holandesa, enfocada en la música hard, tales como hardcore, hardstyle, techno, y hardhouse. Los conceptos más conocidos son Defqon.1 Festival, Qlimax, X-Qlusive, Qapital, FreaQshow, The Qontinent, Dominator (junto con Art Of Dance). Los eventos Q-dance pueden ser fácilmente identificados; siempre hay una Q en el nombre. El logo Q-dance fue estrenado el año 2002 con la campaña TURN YOU ON, y está basado en el botón de encendido de un computador. Gire este botón un tercio a la derecha, y aparecerá una Q.

## Historia
Fundación
En 1999, Q-dance fue fundado por un conjunto de amigos provenientes de Landsmeer, bajo el nombre de Qlass Elite. Junto con el concepto de “Houseqlassics”, querían dar un nuevo rumbo a la antigua música house. Después de dos exitosas ediciones de Houseqlassics, nuevos eventos fueron añadidos a su agenda, tales como “91-92” y “Qlimax”. En el año 2001 el nombre Qlass Elite sería cambiado a Q-dance.
En el año 2001, Q-dance introdujo un nuevo estilo de música: Hardstyle. El cual, dentro de pocos años, se convertiría en uno de los más populares dentro de la escena dance, y que en el día de hoy, sigue siendo el principal estilo de música que suena en los eventos Q-dance.
Qlimax se está haciendo grande.
En el año 2001, Q-dance decide hacer el evento Qlimax más grande, moviéndolo al Estadio Thialf en Heerenveen. Incluso esa locación se hizo pequeña, y en el año 2003, Qlimax fue organizado por primera vez en Gelredome, Arnhem. Desde entonces, cada año en noviembre, ese es el lugar donde se puede disfrutar de este evento.
Q-beach
En el año 2003, un nuevo sitio fue construido en la playa de Bloemendaal: Q-beach. Aquí, la gente tenía la oportunidad de disfrutar todos los días del sol, del mar, la playa y de la música Hardstyle. En los fines de semana se organizaban pequeñas fiestas y shows de talento. Después de dos años, Q-dance decide no continuar con este concepto.
Nuevos conceptos.
En varios aspectos, el año 2003 ha sido muy importante para Q-dance. Durante este año, se introdujeron dos conceptos sumamente exitosos, Defqon.1 Festival y X-Qlusive, al igual que el concepto techno, TeQnology.
En el 2004, Q-dance cruza las barreras nacionales por primera vez. Ese año la primera edición de Q-BASE se llevaría a cabo en la antigua base de la RAF (Royal Air Force) del ejército en Weeze, Alemania. Junto con Q-BASE “The international dance festival”, Q-dance pretende crear un evento para que toda la gente dentro de Europa se reúna y festeje. En el año 2004 la idea se llevó a cabo con la primera edición de Qrime Time, un evento donde la gente se debía vestir de gánsteres y compañeras de gánster.
Q-dance en el extranjero
Desde el 2005, Bélgica ha sido cada vez más importante. Este es el año en el que Q-dance captura un lugar permanente en el festival Tomorrowland. En el 2006, el primer Qlimax es organizado en Hasselt, Bélgica.
Durante el 2007, la primera edición de X-Qlusive Bélgica es creada y un año después (2008) toma lugar en Bélgica el primer festival Q-dance junto con art of dance: The Qontinent. Los eventos realizados en este país son organizados desde la oficina Q-dance, ubicada en Antwerp.
Desde Bélgica hasta el otro lado del mundo: Australia es el siguiente en el 2008. Primero un tour a través de las tres grandes ciudades: Sídney, Melbourne y Brisbane. Más tarde, dos ediciones de X-Qlusive Showtek en Sídney y Melbourne son llevadas a cabo. El mismo año, Qrime Time es reemplazado por Qountdown, un nuevo concepto para terminar (e iniciar) el año en el Heineken Music Hall (Ámsterdam).
En el 2009, la aventura australiana realmente comienza: en septiembre la primera edición del festival Defqon.1 es realizada en Sídney. Las entradas para el festival se agotan el primer año, y los años que siguen también son un gran éxito.
Q-dance también realiza visitas a otros países: Polonia, Suecia, Francia, Italia, Gran Bretaña y el norte de Irlanda, pequeños clubes nocturnos son organizados para presentar a sus visitantes.
También existe la fiesta “The sound of Q-dance” (“El sonido de Q-dance”). En el año 2013, "The Sound of Q-Dance" se realizó en Los Angeles California y Santiago de Chile, reuniendo a más de 6.000 personas en este último. En mayo de 2014 se realiza la "Part 2" de TSOQD en Santiago de Chile reuniendo a aproximadamente 10.000 personas y el 25 de octubre de 2014 se realizó "TSOQD Part 3", además de confirmar un evento Outdoor para el año 2015, el cual sería el primer Defqon. 1 Chile, este se realizó el 12 de diciembre de 2015.
De Q-dance Feestfabriek (Q-dance, la fábrica de fiestas)
En el año 2010, Q-dance celebra su décimo aniversario. Todas las restricciones se acaban para crear la mejor fiesta del siglo. El 10 de julio, el Amsterdam Arena es decorado de naranjo con el fin de celebrar el 10° cumpleaños de Q-dance. La rueda de ferris de Defqon.1 2008 (“The Defqon.1 Ferris Wheel”), la flor de la vida de Qlimax 2008 (“Flower of Life”), la máscara de Qlimax 2006 (“The Mask”), y otros especiales fueron extraídos para formar el escenario.
Defqon.1 es extendido
En el 2011, el festival Defqon.1 se traslada desde la playa de Almera a los terrenos de Biddinghuizen. Este es el inicio de “Defqon.1 Extended”: varios días de fiesta, en los que los visitantes tienen la posibilidad de pasar la noche en un campin vecino. Los visitantes que poseen el “Extended Ticket” también pueden participar del pre- y after- party.
En el 2012, Defqon.1 fue extendido aún más. Los visitantes poseedores del “Extended Ticket” llegaron al lugar el día jueves por la tarde, y estuvieron de fiesta de viernes a sábado. También es posible comprar un ticket sólo para el día sábado (day ticket). El Domingo, Defqon.1 Extended termina y todos regresan a sus hogares.
20 años de Q-dance
Con motivo del vigésimo aniversario de Q-dance, se realizó el evento "Dediqated", concepto similar al Q-dance Feestfabriek, celebrado en 2010. En este caso, el evento se celebró en febrero del año 2020 en Gelredome, Arnhem.

## Conceptos

### Conceptos Actuales
Festival Defqon.1
Defqon.1 es un festival de varios días, el cual se realiza en Biddinghuizen. En el 2004, la primera edición se llevó a cabo en la playa de Almere. Con el paso de los años, Defqon.1 se ha transformado en uno de los festivales de Hardstyle más populares en Holanda. En el 2011, Defqon.1 se traslada a Biddinghuizen donde los visitantes tienen la posibilidad de pasar la noche en un campin por primera vez. Defqon.1 es organizado una vez al año en Holanda. 
Desde el 2009, también existe una versión en Australia, la cual se realizó en el Sydney International Regatta Centre. Su última edición se realizó en 2018. 
En el 2015 se añadió una nueva versión en Chile, la cual se realizó en el Centro de Eventos Munich, comuna de Malloco y fue realizada hasta el año 2016, con el concepto Dragon Blood.
Qlimax
Qlimax es el evento Q-dance más antiguo hasta el día de hoy. La primera edición fue organizada el año 2000, en el Beursgebouw en Eindhoven y USC de Boelenlaan. Desde el 2003, Qlimax se realiza cada año en Gelredome, Arnhem. Este evento es siempre organizado en torno a un tema especial y se enfoca en el show y en la técnica. El principal estilo de música que se escucha en Qlimax es Hardstyle, aunque en sus comienzos incluía hardtrance y jumpstyle, estos fueron removidos de la lista.Últimamente este evento empieza con el género llamado subground y continua con hardstyle, finalizando con hardcore
| Concepto             | Locación                                   | Primer año | Número de visitantes         |
| -------------------- | ------------------------------------------ | ---------- | ---------------------------- |
| Defqon.1 Festival    | Evenemententerrein, Biddinghuizen, Holanda | 2003       | 55.000 (Ahora más de 80.000) |
| Qlimax               | Gelredome, Arnhem, Holanda                 | 2000       | 27.500 (Ahora más de 55.000) |
| The Qontinent        | Puyenbroeck, Wachtebeke, Bélgica           | 2008       | 30.000 (en 2 días)           |
| Dominator            | E3 Strand, Eersel, Holanda                 | 2005       | 26.000 (Ahora más de 50.000) |
| X-Qlusive            | Heineken Music Hall, Ámsterdam             | 2003       | 5.500                        |
| X-Qlusive Holland    | Ziggo Dome, Ámsterdam                      | 2013       | 10.500                       |
| The Sound of Q-dance | Diferentes Localizaciones                  | 2013       |                              |
| Q-dance Takeover     | Diferentes Locaciones (Aalborg 2020)       | 2018       |                              |

Conceptos Anteriores
Q-BASE
Q-BASE fue introducido el 2004 como “El festival internacional de música dance” (“The international dance festival”). Miles de fiesteros de toda Europa se reúnen en la antigua base de la RAF (Royal Air Force) del ejército en Weeze, justo al lado de la frontera alemana. No es tan sólo el terreno único, sino también el hecho de que es a la vez un festival de día y de noche, lo que distingue a Q-BASE de otros festivales, el cual tiene una duración de 14 horas. Además de las áreas de Hardstyle y Hardcore, Q-BASE también entrega espacio para estilos de música no tan común y más recientes. Su última edición fue en 2018, donde fue reemplazado por el concepto IMPAQT en 2019.
| Concepto                    | Locación                                              | Primer año | Último año | Número de ediciones |
| --------------------------- | ----------------------------------------------------- | ---------- | ---------- | ------------------- |
| '91-'92                     | Hemkade 48 Zaandam                                    | 2000       | 2001       | 5                   |
| Club Q-BASE                 | Hemkade 48 Zaandam                                    | 2002       | 2002       | 23                  |
| Qontact                     | Heineken Music Hall Amsterdam / Beursgebouw Eindhoven | 2001       | 2004       | 8                   |
| Hardcore Resurrection       | Various locations                                     | 2000       | 2003       | 4                   |
| Teqnology                   | Heineken Music Hall, Ámsterdam                        | 2002       | 2004       | 6                   |
| Qlubtempo                   | Hemkade 48 Zaandam / Heineken Music Hall Amsterdam    | 2001       | 2007       | 31                  |
| QrimeTime                   | Heineken Music Hall, Ámsterdam                        | 2004       | 2007       | 4                   |
| In Qontrol                  | RAI Amsterdam                                         | 2004       | 2010       | 7                   |
| Houseqlassics               | Various locations                                     | 1999       | 2010       | 18                  |
| Qountdown                   | Heineken Music Hall, Ámsterdam                        | 2008       | 2011       | 4                   |
| Defqon.1 Festival Australia | Sydney International Regatta Centre, Sídney           | 2009       | 2018       | 9                   |
| Defqon.1 Festival Chile     | Centro de Eventos Munich, Santiago de Chile           | 2015       | 2016       | 2                   |
| Q-BASE                      | Aeropuerto de Weeze, Weeze, Alemania                  | 2004       | 2018       | 15                  |
| Freaqshow                   | Ziggo Dome, Ámsterdam                                 | 2012       | 2017       | 6                   |
| The Sound of Q-Dance US     | The Shrine Auditorium, Los Angeles California         | 2013       | 2013       | 1                   |
| QORE 3.0                    | Heineken Music Hall, Ámsterdam                        | 2012       | 2012       | 1                   |
| The Sound of Q-Dance CL     | Espacio Riesco, Santiago de Chile                     | 2013       | 2014       | 2                   |
| IQON                        | Sydney International Dragway                          | 2013       | 2013       | 1                   |
| WOW WOW                     | Ziggo Dome, Ámsterdam                                 | 2018       | 2018       | 1                   |
| Impaqt                      | Aeropuerto de Weeze, Weeze, Alemania                  | 2019       | 2019       | 1                   |
| Epiq New Year´s Eve         | Ziggo Dome, Ámsterdam                                 | 2019       | 2019       | 1                   |
| Qapital                     | Ziggo Dome, Ámsterdam                                 | 2013       | 2022       | 8                   |

## Q-dance de invitado.
Q-dance no solo tiene sus propios conceptos, sino que también está presente en grandes eventos en Holanda y el extranjero, incluyendo Planet Love en Irlanda, Global Gathering en Polonia y Monday Bar Cruise desde Suecia a Letonia. Los eventos más importantes son:
Q-dance @ Mysteryland
En el año 1993, el festival Mysteryland se realiza por primera vez. Desde el 2003, Mysteryland tiene una locación fija en los antiguos terrenos de Floriade, Haarlemmermeer. Desde el 2001, Q-dance tiene un escenario en el festival todos los años. Y Q-dance no solo forma parte de Mysteryland Holanda; en el 2011, se realizó la primera edición de Mysteryland Chile, donde un escenario fue reservado para Q-dance, convirtiéndose en uno de los espacios más populares del evento, junto al escenario principal, por lo que ya va en su tercera edición.En el 2014, Mysteryland se abre paso a Estados Unidos, y en Chile Mysteryland se separa de Q-dance para entregar un nuevo evento outdoor el cual será Defqon.1 Chile.
Q-dance @ Tomorrowland

Tomorrowland 2023 - Q-dance.

Tomorrowland es organizado una vez al año, es un festival de varios días en un lugar llamado Boom, en Bélgica. Q-dance tiene presencia en este festival desde la primera edición realizada el 2005. También llevada a Estados Unidos donde Q-dance también tuvo presencia
Q-dance @ Electric Daisy Carnival
Electric Daisy Carnival es un festival de varios días realizado en Las Vegas, USA. Con 300,000 visitantes en tres días, puede ser llamado uno de los festivales más grande del mundo. En el 2012, Q-dance ha capturado un escenario por primera vez en este exitoso festival. Esta también fue la primera vez que Q-dance pisa suelo Norteamericano.
Presencia en festivales (Actualizado 2020)
| Festival               | Locacion                           | Primer año | Ediciones |
| ---------------------- | ---------------------------------- | ---------- | --------- |
| Tomorrowland           | De Schorre, Boom, Bélgica          | 2005       |           |
| Electric Love Festival | Salzburgring, Plainfeld, Austria   | 2015       | 5         |
| Tomorrowland Winter    | Alpe d'Huez, Francia               | 2019       | 1         |
| Medusa Festival Spain  | Playa de Cullera, Valencia, España | 2018       | 2         |
| Mysteryland            | Haarlemmermeer, Holanda            | 2004       | 15        |

## Otras actividades

### Q-dance Radio
La radio Q-dance es una emisora de radio que transmite los estilos hard las 24 horas del día 24/7. Las emisiones nocturnas suelen estar llenas de espectáculos especiales, incluyendo famosos DJs y shows. Desde Studio 80 en Ámsterdam, se emiten regularmente shows en vivo. El ejemplo más conocido es Thunderdome Radio los miércoles por la noche. Puedes escuchar la radio a través de Q-dance Radio

### DVD y CD
Q-dance publica CD y DVD de los eventos desde sus inicios. Unos años atrás, Q-dance comenzó a publicar paquetes digitales especiales de los eventos Qlimax y Defqon.1, los que contienen un CD, DVD y Blu-Ray. Se puede ver la discografía completa de Q-dance en Discogs.

### Merchandise
Desde el 2000, todo tipo de merchandise se vende en los eventos Q-dance. Para Qlimax, Defqon.1 y Q-BASE se crea una línea única. Además de esto, existe una línea corriente, la cual incluye camisas, jerséis y cárdigan, chaquetas, bolsos, banderas, pequeños accesorios, etc. Desde principios del 2011, parte de éste puede ser ordenado en línea desde Merchandise Store, en la página web de Q-dance.